# Джентиле да Фабриано
Джентѝле да Фабриàно (на италиански: Gentile da Fabriano), псевдоним на Джентиле ди Николò ди Джовàни Мàси (на италиански: Gentile di Niccolò di Giovanni Massi; * ок. 1370, Фабриано, † септември 1427, Рим) e италиански художник, един от най-важните представители на Mеждународната готика в Италия.  
Той въплъщава през своя век типичната фигура на пътуващия художник, който предпочита да пътува, за да намери най-разнообразните възможности за работа, предлагани от дворове, вместо да се установи в работилница. Неговата поетична и приказна живопис, вкусът към линията и несравнимата употреба на декоративни елементи го извеждат до върха на италианската школа от онова време, като получава изключително престижни поръчки. С посещението си във Флоренция той влиза в диалог със зараждащия се хуманизъм в изкуството и, без да се отказва от собствения си стил, започва съзнателен преход между късноготически декораторизъм и ренесансовата същност.

## Биография
Ражда се във Фабриано около 1370-1375 г. като син на търговеца Николò ди Джовани. Израства като сирак (майка му умира, а баща му отива в манастир и скоро също умира). Учи в родния си град при художника Алегрето Нуци, който заедно с Франческучо Гиси се счита за основател на местната художествена школа във Фабриано. Вероятно се сближава в младостта си с някой от сиенските майстори и бързо постига голяма слава. Работи в Централна Италия - Бреша, Венеция, Флоренция, Сиена, Орвието и Рим. На 6 август 1420 г. е документирано,че Джентиле е във Флоренция, където е приет в Гилдията на аптекарите, към която се числят художниците. В Рим от 1426 г. до смъртта си се занимава с декорирането на Латеранската катедрала със стенописи, изобразяващи сцени от живота на Йоан Кръстител. След смъртта му неговият по-млад съвременник и приятел Пизанело, на когото Джентиле завещава своите инструменти за работа, завършва изографисването на базиликата (незапазено). На 14 октомври 1427 г. Джентиле е споменат като вече мъртъв. Той е погребан в църквата „Санта Мария Нова“, днешната „Санта Франческа Романа“ и въпреки че гробницата му е загубена, през 1952 г. на пода на кораба е поставен епиграф, който напомня за погребението му в базиликата. Според едно от предположенията той е погребан в римската църква „Санта Мария ин Трастевере“.

## Творби

### Полиптих „Вале Ромита“
Полиптих „Вале Ромита“ (Polittico di Valle Romita) е създаден около 1410 г. Намира се в Пинакотека „Брера“ в Милано (петте основни панела са тамот 1811 г. , а от 1901 г. са и малките панели).
Голямата централна сцена от Коронясването на Богородица се случва на богат и ярък златен „райски“ фон; светиите са облечени в красив драпировки, тънко очертани с вълнообразни линии на рисунъка. Малките фигурки на музикантите-ангели са разположени долу на небосвода; още по-ниско на звездното небе, се намира подписът на художника: „Gentilis de fabriano pinxit“. Четири светци, изобразени на страничните панели, стоят над треви и цветя от приказна градина. Изящните очертания, меката експресия, иисканите детайли създават атмосфера на приказен сън, напомнят на великолепни образци на късно готическия стил.
Мистическият и умозрителен дух на главните панели се противопоставя на живостта на изложените четири неголеми истории на светци, първичното подреждане, на които в рамките на общата композиция на картината е непонятно. Всички сюжети се развиват на фона на планински пейзажи и градски перспективи. Динамиката на фигурите на четиримата светци (Йероним, Франциск, Доминик и Магдалена) сочи към централната картина; сякаш тя се подчинява на определена мистична процесия, движеща се сред цветна градина (намек на земния рай „Едем“). Тъй като коронясването на Богородица се намира в центъра, то получава златно сияние.
Централната сцена е посветена на Прославата на Богородица – една от най-разпространените теми в изкуството на 15 век. дева Мария смирено се обединява с Троицата: Бог-Отец, обкръжен от огнени серафими, разположен в горната част, Светият Дух в образа на бял гълъб – в центъра, Бог Син полага корона на главата на Мария.

### Поклонението на влъхвите
Художникът изпълнява „Поклонението на влъхвите“ по поръчка на много богатият банкер Пала Строци, която, както ни напомня надпис над предела на произведението, е завършена през май 1423 г. Разкошният олтар е предназначен за църквата Санта Тринитà във Флоренция, за да бъде поставена върху олтара на Параклис „Строци“, проектиран от Лоренцо Гиберти.
Разказът се развива, започвайки от люнета горе вляво, в която тримата мъдреци виждат кометата, която ще ги отведе до мястото със Светото семейство, и след това продължава с оживеното си шествие на влъхвите, изобразено в различни фокуси на действие. Кулминационният момент от пътуването заема централната част на шествието, в която тримата пищно облечени царе, последвани от развълнувано и много изискано шествие, се покланят пред Девата, която държи малкия Исус. Двете групи (вляво Светото семейство и вдясно шествието) са разделени от правите фигури на младия цар. Такова подреждане на картината позволява да се разчете произведението чрез множество гледни точки, на които зрителят е поканен да направи пауза и да анализира всеки един детайл в следващите моменти. Сложната изработка на злато при изобразяването на детайлите е почти ослепителна и фигурите, макар и подредени в дълбочина, не следват никаква перспектива, а просто са съпоставени, създавайки нереален и приказен ефект.

### Олтар на църквата „Св. Николай“
От май 1425 г. е олтарът, поръчан от семейство Коараци за главния олтар на църквата „Св. Николай“ във Флоренция, подписан и датиран. Сега е разчленен и разпръснат в различни музеи (Уфици, Национална галерия в Лондон, Ватиканска художествена галерия и Национална галерия на Вашингтон). В тази творба виждаме преход на стила на Джентиле, повлиян от флорентинската хуманистична култура, която през тези години се утвърждава, с точно наблюдение на древните скулптури. Фигурите са спокойни и монументални, изградени солидно, с компактни цветове и с по-трезв знак, по-близо до произведенията на Лоренцо Гиберти и Мазолино да Паникале.
В същата църква през 1862 г. е открит втори полиптих от Джентиле (може би идващ от друго място), особен както с хоризонталното развитие на структурата, така и с повествователния си характер, необичаен за олтар. Там са представени „Застъпничеството на Мария пред Христос“ в централния панел, „Възкресението на Лазар“ и срещата на трима светци в градска среда, а св. Луи Тулузки и св. Бернардин Сиенски са изобразени на крайните панели. Творбата включва много стилистични мотиви от Мазачо в Параклис „Бранкачи“ на църквата „Дева Мария дела Кармине“. И по-специално там се предоставя пространство и реалност много далеч от обичайните похвати на Фабриано.

### Рим
През януари 1427 г. той пристига в Рим, където получава много престижна поръчка от името на папа Мартин V: украсата на централния кораб на базиликата Сан Джовани ин Латерано. Смъртта му през август същата година му попречва да я завърши и работата е завършена от Пизанело пет години по-късно. Този цикъл е кулминация на късноготическото изкуство в Италия, но е унищожен след работата на Франческо Боромини върху базиликата, но стига до нас чрез рисунка, копирана от самия Боромини (сега запазена в Берлин) и чрез някои фрагменти, за които обаче критиката не е единодушна относно произхода и оригиналността.